# Warsow
Warsow, ранее War§ow (читается Ворсоу), или сокращённо wsw, w§w — компьютерная игра в жанре трёхмерного шутера с видом от первого лица; разработана группой энтузиастов на игровом движке QFusion, который, в свою очередь, является модифицированной версией движка id Tech 2.
Исходный код игры полностью открыт, однако ресурсы являются проприетарными и доступны по лицензии Creative Commons Attribution-ShareAlike 4.0 International License и Creative Commons Attribution-NoDerivatives 4.0 International License. Игра выпускается в версиях для операционных систем Windows, Linux и macOS.

## История разработки
Первая общедоступная версия игры — 0.04a, была размещена на официальном сайте 8 июня 2005 года. 30 июля 2012 года вышла финальная версия игры — 1.0. Последняя версия — 2.1, вышла 27 марта 2016 года. 9 февраля 2013 года разработчики выложили игру для участия в голосовании в Steam Greenlight, и, спустя семь месяцев голосования среди пользователей, 18 сентября 2013 года команда разработчиков начала подготовку игры выходу в Steam.
Warsow специально создавалась для многопользовательской игры, однако имеется и возможность игры с ботами в одиночном режиме. Концепция игры представляет собой смесь таких сетевых игр, как Unreal Tournament, QuakeWorld и модификации Challenge ProMode Arena для Quake 3. Предпочтение было отдано мультипликационной графике, с использованием цел-шейдеров, что делает игру яркой с отличной видимостью противников и уровней. От версии к версии улучшались графические возможности движка, особенно после присоединения к команде разработчиков создателя QFusion. Боты появились в Warsow с самых ранних версий. С версии 0.4 они стали делать практически все «трюки» и комбинации движений, которые учтены в игре. C версии 1.0 в игре появилась возможность собирать статистику и создавать аккаунты, привязанные к официальному сайту. В версии 1.5 появился многоязычный интерфейс с возможностью создания собственных переводов игроками. Warsow имеет современный сетевой код, сочетающий в себе возможности «предсказания» на стороне клиента (англ. англ. Client-side prediction) и «антилаггинга» со стороны сервера, что предоставляет комфортные условия для игроков, удалённых друг от друга.

### Возникновение названия
Warsow — это отсылка к Joy Division, британской постпанковской группе конца 70-х / начала 80-х, которая до этого называлась Warsaw (с буквой A, как город в Польше). Warsow сразу стал аббревиатурой слов: Warriors of Alternate Reality — Slaughters Over the Web (Бойцы Альтернативной Реальности — Резня через Веб).
Однако SoLomoNK, автор проекта, был не до конца удовлетворён этой аббревиатурой, и в течение нескольких лет продолжал искать новую. Наконец она была создана и вполне соответствовала духу игры: Warsow is Art of Respect and Sportmanship Over the Web (Warsow — это Искусство Уважения и Спортивного мастерства Через Веб — рекурсивный акроним, частый приём в среде разработчиков ПО).

## Игровой процесс

### Движения
Игровой процесс Warsow сконцентрирован на скорости, прыжковых трюках и умении двигаться. Помимо классических трюков пришедших со сцены Quake, таких как Circle Jump, Strafe Jump, Double Jump, Bunny Hopping, и т. д., Warsow обладает своими специальными движениями: Wall Jump — отскок от стены, Dash — рывок, Ramp Slide — скольжение по рампе, Double Dash Jump — двойной прыжок с рывком.

### Режимы игры
Игра поддерживает скрипты написанные на языке AngelScript, это позволяет создавать собственные игровые режимы без создания отдельной модификации на основе исходного кода движка. Первым детищем данной возможности стал ныне популярный режим Bomb & Defuse, в создании которого участвовало сообщество игры. Ниже представлены только стандартные режимы, поставляемые с игрой.
- Duel: поединок между двумя соперниками, выигравшим считается тот, кто наберет большее количество фрагов за ограниченный промежуток времени — обычно 10 минут. Считается наиболее трудным и зрелищным режимом, ибо результат матча целиком зависит от самого игрока, от которого требуется полная концентрации над происходящим.
- Deathmatch: стандартный для многих сетевых шутеров режим, целью которого является уничтожение других игроков для получения фрагов за ограниченное время либо до набора определённого количества очков.
- Free For All: похож на режим Deathmatch, с единственным отличием — игроки получают все оружия при респауне (рождении), а на карте имеются только патроны к ним.
- Team Deathmatch: режим Deathmatch, где игроки разбиваются на команды и соревнуются в командном зачете.
- Capture the Flag: игроки разбиваются на две команды и пытаются захватить флаг противника, чтобы принести его к своему флагу и получить очки. Имеется модификация данного режима — CTF: Tactics, с различными классами игроков — врач, танк, инженер и захватчик; так же присутствуют дополнительные предметы, как то турели и ящики с патронами ко всем оружиям.
- Instagib: аналогичен режиму Deathmatch, но каждый игрок снабжён единственным оружием, InstaGun, которое наносит фатальные повреждения при первом же попадании и имеет неограниченный боезапас. Также существуют модификации: Instagib Duel, Instagib Capture the Flag и др.
- Clan Arena: отсылка к режимам игры из серии Quake — Rocket Arena и Clan Arena. Возможен вариант с выбором класса игрока, каждый из которых имеет дополнительные бонусы в виде увеличенного количества боеприпасов к определённой группе оружия.
- Duel Arena: Clan Arena один на один, при количестве участников больше двух — победитель раунда играет с каждым игроком в порядке очереди.
- Race: аналог модификации для Quake III DeFRaG, целью которой ставится скоростное прохождение карт (трасс). Считается тренировочным режимом, так как позволяет отточить мастерство в перемещении по карте с использованием внутриигровых трюков.
- Bomb & Defuse: командный режим игры, в котором задача состоит в том, чтобы расположить бомбу на указанном на карте месте и продержать её необходимое время, пока противник не успел её обезвредить. Аналогичен режиму Bomb / Defuse из серии Counter-Strike, правда со своими специфичными изменениями, такими как отсутствие денег и необходимости покупать оружие и боеприпасы. Чтобы установить бомбу, достаточно подойти и простоять около одной из двух обозначенных точек некоторое время. На данный момент данный режим наиболее популярен среди игроков.
- Headhunt: режим, в котором одному из игроков достаётся роль меченного, а другие игроки пытаются уничтожить его. Меченный получает очко за каждую секунду своей жизни.

## Игровой движок
Игра базируется на свободном игровом движке QFusion, одним из создателей которого является Виктор Лучиц, влившийся затем в команду основных разработчиков Warsow. Данный движок, будучи сделанным на основе id Tech 2 1997 года, активно дорабатывался и совершенствовался на протяжении нескольких лет. Движком осуществляется поддержка текстур высокого разрешения, нескольких техник рельефного текстурирования, шейдеров GLSL, сжатие сетевых пакетов, динамических теней и освещения, а также различных эффектов постобработки, таких как FXAA.

## Музыка из игры
Саундтрек в Warsow выполнен в жанре электронной музыки с примесью элементов индастриалa и хэви-метала. Автор всех композиций — американский музыкант и разработчик игры, Jihnsius. Саундтрек доступен для свободного скачивания с официального сайта.
1. Menu 1 (0:32)
2. Menu 2 (0:43)
3. Postmatch 1 (0:20)
4. Postmatch 2 (0:21)
5. Postmatch 3 (0:27)
6. Anonymous (3:50)
7. Euthanasia (3:17)
8. dub (4:22)
9. Run Like Hell (5:36)
10. Theme of Pork (4:14)
11. Lysdexia (5:30)
12. quot (4:23)
13. Segfault (4:46)
14. Dissension (3:08)
15. Dissimilate (2:22)
16. Futurescope Magnus (1:58)